# Przemysław Woźniak
Przemysław Woźniak (ur. 15 września 1972 w Poznaniu) – polski astronom pracujący w Stanach Zjednoczonych, profesor.

## Życiorys i praca naukowa
Przemysław Woźniak zainteresował się astronomią w 1987 podczas obozu astronomicznego we Fromborku, organizowanego w ramach harcerskiej Operacji 2001 Frombork pod komendą Krzysztofa Stanka.
Po ukończeniu studiów astronomicznych na Uniwersytecie Warszawskim (studiował w latach 1991–1996) obronił doktorat na Uniwersytecie Princeton (2001).
Obecnie pracuje w Los Alamos National Laboratory w Nowym Meksyku. Zajmuje się optycznymi przeglądami nieba za pomocą zrobotyzowanych teleskopów i poszukiwaniem w czasie rzeczywistym wybuchowej zmienności, w szczególności emisji optycznej błysków gamma w skali czasowej sekund i minut.

## Nagrody
- 1995, laureat stypendium Tomasza Chlebowskiego dla wybitnych studentów astronomii.